# 梁洛仁
梁洛仁（?—?），梁师都的堂弟。唐太宗即位後，隋末割据政权只剩下在突厥庇护的梁师都。贞观二年（628年），突厥衰落，唐太宗派右卫大将军柴绍、殿中少监薛万均率军进攻梁师都的朔方。柴绍、薛万均和刘兰成打败梁师都，围困城池。四月廿六，梁洛仁杀死师都，献城投降，唐朝以该地建夏州。